# Гоутмен (Мэриленд)
Мэрилендский Гоутмен (от англ. goat – козёл, man – человек) – это мифическое существо с головой козла и телом человека; задняя часть его туловища и ног также покрыта шерстью.

## Легенда
Согласно городской легенде, Гоутмен – это вооружённый топором получеловек-полуживотное. Когда-то он работал учёным в Сельскохозяйственном научно-исследовательском центре Белтсвилла, штат Мэриленд. Легенда гласит, что этот учёный ставил опыты над козами, но в результате очередного эксперимента, который вышел из-под контроля, стал мутантом. Теперь он бродит по окраинам Белтсвилла и нападает с топором на проезжающие машины. В другой версии легенды говорится, что Гоутмен – это старый отшельник, который живёт в лесу; очевидцы утверждают, что ночью он бродит вдоль Флетчертаун-Роуд. Есть и ещё одна версия: считается, что Гоутмен стал жертвой генетического эксперимента, который проводил учёный по имени Стивен Флетчер; однако некоторые полагают, что Гоутмен имеет более мистическое происхождение: возможно, его сотворил дьявол.
Барри Пирсон, фольклорист из Мэрилендского университета, утверждает, что легенды о Гоутмене зародились «очень, очень» давно, а широкую известность обрели в 1971 г., когда местные жители обвинили его в смерти собаки. Пирсон говорит, что интерес к этой легенде подогревают «подростки, которым нечем заняться»: они пересказывают историю другим и добавляют от себя, что Гоутмен нападает на парочек, которые часто останавливаются на одной безлюдной улице, чтобы уединиться; как следствие, места вроде Флетчертаун-Роуд по-прежнему вызывают любопытство у любителей городских легенд.